# Leis bahá'ís
As leis Bahá'ís consistem em Leis e decretos instituídas por Bahá'u'lláh no Kitáb-i-Aqdas.

## Aplicação
As leis da Fé Bahá'í são determinadas pelo Kitáb-i-Aqdas (O Livro Mais Sagrado). As leis Bahá'ís não são tidas como a limitação de um código ou ritual, mas descrita por Bahá'u'lláh como um caminho para felicidade humana. Não são considerados ligados a qualquer pessoa, antes que se tornem bahá'ís, e quando se tornam bahá'ís não são requisitados por outrem a aderir tais leis, é esperado que gradualmente apliquem as leis como base em sua vida pessoal.
| “ | Não penseis que Nós vos revelamos um mero código de leis. Não! mais do que isso: deslacramos o Vinho seleto com os dedos da grandeza e do poder. Disso dá testemunho o que a Pena da Revelação manifestou. Meditai sobre isso, ó homens de discernimento! | ” |

As leis e ensinamentos de Bahá'u'lláh nunca intencionam o benefício de um território ou um povo apenas, determina claramente ser esta revelação para toda a humanidade.
Assim que escritas, as leis foram imediatamente considerades aplicadas para Bahá'ís orientais, mas algumas específicas não foram consideradas obrigatórias para Bahá'ís do ocidente, sendo que em tempo serão gradualmente aplicadas. Outro nível de responsabilidade em relação às leis ocorre na China, onde não há administração Bahá'í.
"A sociedade para qual certas leis do Aqdas foi designada só entrará gradualmente em vigor, e Bahá'u'lláh providenciou para a aplicação progressiva da lei Bahá'í."
(Casa Universal de Justiça, Introdução ao Kitáb-i-Aqdas)
Outras leis e ensinamentos no Kitáb-i-Aqdas, de acordo com os ensinamentos Bahá'ís, não serão aplicadas no tempo presente; sendo que a aplicação está sob a decisão da Casa Universal de Justiça.
Abaixo alguns exemplos de leis e observações do Kitáb-i-Aqdas consideradas obrigatórias para os Bahá'ís:
- Há uma declaração especificada que deve ser recitada como um voto de matrimônio.
- Há algumas práticas específicas para um funeral.
- Recitar uma oração obrigatória todos os dias. Existem três tipos de orações que podem ser escolhidas.
- Recitar a frase "Alláh'u'Abhá", uma variação do Máximo Nome, 95 vezes, todos os dias. É frequentemente usado um colar contendo 95 esferas.

## Leis e mandamentos

### Oração
A partir dos 15 anos, os Bahá'ís devem recitar diariamente uma das três orações obrigatórias escritas por Bahá'u'lláh. As isenções desta prática são descritas no Kitáb-i-Aqdas.
Também diariamente, os bahá'ís estudam e meditam sobre as escrituras sagradas, e fazem orações escritas pelo Báb, Bahá'u'lláh e `Abdu'l-Bahá, no qual foram coletadas de vários livros de orações e divididos em vários tópicos como reunião, amanhecer, anoitecer, cura, etc.
São proibidas as orações congregacionais na Fé Bahá'í, que consiste em que duas ou mais pessoas recitarem uma oração ao mesmo tempo, exceto em uma oração específica para funeral bahá'í. Os bahá'ís frequentemente realizam leitura de orações em grupo, sendo que apenas uma pessoa por vez recita uma oração escolhida. É dado grande valor pelas figuras centrais para as reuniões de oração.

### Jejum
O jejum Bahá'í é feito de maneira similar ao jejum Islâmico - sendo praticado no período entre o nascer e o por-do-sol. O período, entretanto, foi estabelecido entre 2 de março à 20 de março. Durante este período, os Bahá'ís entre 15 e 70 anos devem abster-se de alimentos e bebidas.
O jejum não é obrigatório para viajantes, gestantes, enfermos, mulheres menstruadas ou para quem realiza trabalhos pesados. Praticar jejum em um mês que não seja aquele prescrito para jejum é permitido, e encorajado quando feito para benefício da humanidade.

### Fofoca e calúnia
A fofoca, maledicência, difamação e atenção às faltas alheias são proibidas e fortemente condenadas por Bahá'u'lláh, são tidas como causadoras de danos para o indivíduo e para a comunidade. No livro Palavras Ocultas, Bahá'u'lláh escreve:
Ó Filho do Ser! Como pudeste esquecer as tuas próprias faltas e ocupar-te com as alheias? Quem assim fizer, será por Mim abominado.
e ainda:
"Ó Filho do Homem! Nem sequer sussurres os pecados alheios enquanto tu próprio fores pecador. Fosses tu transgredir este mandamento, amaldiçoado serias, e disto dou testemunho."
Essa advertência foi novamente reiterada em Sua última obra, "O Livro de Meu Convênio", que diz:
"Em verdade, digo: a língua é para mencionar o que é bom; não a corrompais com palavras indecorosas. Deus já perdoou o passado. Doravante todos devem expressar o que é bom e digno, e evitar a maledicência, as injúrias e tudo o que possa causar tristeza aos homens."

### Restrições a consumo
- Na Fé Bahá'í é proibido o consumo de bebidas alcoólicas, ou o uso de drogas (exceto por ordem de um médico)
- O uso não-medicinal de ópio e outras drogas caracterizadas por danificar a mente são particularmente condenadas nas escrituras Bahá'ís, bem como substâncias que causem dependência.
- O tabaco não é proibido, mas é desencorajado.

### Doação aos fundos
- Os Bahá'ís são geralmente estimulados pelos Escritos para fazer contribuições à Fé. A contribuição, entretanto, é estritamente confidencial, incluindo o fato de ter ou não contribuído e a quantia doada.
- Não é aceito contribuição de fontes ou indivíduos não-Bahá'ís, e nunca é solicitado que um Bahá'í específico contribua.
- De maneira distinta dos fundos comuns, é a lei do Huqú'lláh ("Direito de Deus"), que determina que os Bahá'ís paguem 19% de seu valor em excesso (ex: 19% do que não é mais necessário para se viver confortavelmente) ao menos uma vez na vida. Como outras contribuições, é confidencial e decisão pessoal.

### Casamento
No Kitáb-i-Aqdas o casamento é fortemente recomendado, porém não obrigatório. De acordo com os ensinamentos Bahá'ís, a sexualidade é tida como natural e uma extensão do casamento. Entretanto, as relações sexuais são permitidas somente entre homens e mulheres casados. Isto infere a proibição do casamento homossexual ou a poligamia ou qualquer outra relação sexual fora do casamento. Entretanto, o preconceito contra não-bahá'ís que optam pelo homossexualismo é considerado crime.
Os Bahá'ís podem casar quando atingem a idade da maturidade (que se fixou em 15 anos), sendo que as leis civis de cada país devem ser obedecidas. É necessário também o consenso dos pais biológicos de ambos os nubentes para que se casem. Para que se realize o casamento, é também requisitado que se pague um dote (do noivo para a noiva) de 19 meticais em puro ouro, o mesmo valor se fixa para os habitantes das aldeias, mas em prata. O casamento inter-religioso é permitido e incentivado. O divórcio é permitido, embora desencorajado, é concedido após um ano de separação, se o par for incapaz de reconciliar suas diferenças.
Ver também: Homossexualidade e a Fé Bahá'í

### Vida Familiar
- Na visão Bahá'í, a família é a base fundamental da sociedade, e o casamento é encorajado.
- Os pais são impelidos, pelos escritos Bahá'ís, a prover educação material e espiritual para seus filhos. Se os recursos forem escassos, sendo que apenas uma das crianças possam ser adequadamente instruídas, devem ser dadas preferência às meninas, visto que elas serão as primeiras educadoras de seus futuros filhos.

### Herança
O Kitáb-i-Adqas determina que todos os Bahá'ís devem escrever um testamento. Outras leis Bahá'ís referentes à herança são aplicadas somente no caso de que alguém morra sem deixar um testamento. Bahá'u'lláh esclarece vários aspectos sobre a distribuição da herança.

### Outras leis
Outras leis que são prescritas no Kitáb-i-Aqdas inclui:
- Peregrinação a um desses dois lugares: a Casa de Bahá'u'lláh em Bagdá, ou a Casa do Báb em Shiráz.
- Um lugar para a Festa de Dezenove Dias onde os bahá'ís se reúnem regularmente, ocorrendo no primeiro dia de cada mês do calendário Bahá'í e consiste em uma parte devocional, administrativa e social.
- Após a morte é proibido carregar o corpo por mais de uma hora de viagem do local da morte. O corpo deve ser envolvido em uma mortalha de tecido branco, de seda ou algodão, em um caixão feito de pedra polida, cristal ou madeira dura. Uma oração específica deve ser recitada antes do enterro.
- Engajar-se em um ofício é obrigatório e tido como forma de adoração.
- Ser obediente às leis do país residente.
- Educação compulsória dos filhos.
- Repetição de 95 vezes do Máximo Nome diariamente.
- Caçar animais é permitido, desde que o nome de Deus seja invocado antes da caça. Se o animal for encontrado morto em uma rede ou armadilha, o consumo não é permitido. É aconselhado não caçar em excesso.
- Se um tesouro for encontrado, um terço dele é direito do descobridor, e os dois terços restantes devem ser entregues para a Casa Universal de Justiça para o bem-estar da humanidade. Esta lei é designada para o futuro, essa questão atualmente é coberta pela lei civil de cada país.
- Se alguém encontra uma propriedade perdida em uma cidade, deve-se divulgar a descoberta e tentar encontrar o dono. Se o proprietário não for encontrado, quem encontrou o bem deve aguardar por um ano antes de se apropriar do bem. Se o valor for significantemente pequeno, ele deve esperar apenas um dia. Em áreas desabitadas, quem o encontrou deve aguardar três dias. Esta lei é designada para o futuro, essa questão atualmente é coberta pela lei civil de cada país.

### Outras proibições
As proibições no Kitáb-i-Aqdas incluem:
- Impor um interpretação pessoal dos escritos Bahá'ís a outros crentes(`Abdu'l-Bahá e Shoghi Effendi são os únicos intérpretes autorizados dos escritos de Bahá'u'lláh).
- Escravidão
- Ascetismo
- Monasticismo
- Mendicância
- Sacramento da Penitência
- Uso de púlpitos
- O Beija-mão (como forma de obediência)
- Confissão de pecados
- Poligamia
- Ópio e outras drogas que danificam a mente.
- Jogos de azar
- Atos homossexuais
- Crueldade com os animais
- Indolência e a ociosidade
- Fofoca/Maledicência
- Calúnia
- Portar armas, a menos que seja essencial.
- Entrar em uma casa sem permissão do dono.
- Assalto
- Rapar a cabeça, ou o crescimento do cabelo dos homens além do lóbulo da orelha.
- Adultério e intercurso sexual entre pessoas não casadas: é punível com uma multa paga à Assembleia Espiritual Local.
- Incêndio criminoso: A punição para qualquer pessoa é de pena de morte ou prisão perpétua. Os detalhes desta lei sobre a decisão entre as duas sentenças cabe à Casa Universal de Justiça. A Casa Universal de Justiça indica que esta lei está pretendida para uma condição futura da sociedade, quando as leis serão suplementadas e aplicadas pela Casa Universal de Justiça; a Casa Universal de Justiça escreveu a respeito: "No que se refere ao incêndio criminoso, isso depende do tipo de "casa" na qual se ateia fogo. Obviamente, há uma tremenda diferença de grau de delito entre alguém que queima um depósito vazio e alguém que incendeia uma escola cheia de crianças."[3]
- Homicídio: assassinato é punível com pena de morte ou prisão perpétua. Os detalhes da lei tal como o grau de ofensa e as circunstancias que deverão influenciar na decisão entre uma das duas sentenças foram deixados à Casa Universal de Justiça. Esta lei está pretendida, de acordo com a Casa de Justiça, para uma condição futura da sociedade, quando as leis serão suplementadas e aplicadas pela Casa Universal de Justiça. No caso de homicídio involuntário, é necessário que se pague uma indenização específica à família da vítima.
- Roubo: a punição para roubo é aprisionamento ou exílio; no terceiro delito, porém, uma marca deve ser colocada na fronte do criminoso, para que assim identificado não seja aceito nas "cidades de Deus". O propósito da marca é advertir aos demais sobre suas tendências. Os detalhes da natureza da marca, como será aplicada, e as condições para que seja removida, bem como a gravidade das várias categorias de roubo foram deixados à decisão da Casa Universal de Justiça. Esta lei está pretendida, de acordo com a Casa de Justiça, para uma condição futura da sociedade, quando as leis serão suplementadas e aplicadas pela Casa Universal de Justiça.

Observação: a pena de morte na Fé Bahá'í é, praticamente, teórica, sendo que dificilmente a Casa Universal de Justiça permitiria a punição e as consequências do crime (assassinato ou incêndio criminoso) teriam que ser gigantescas. Além do mais, nenhum bahá'í cometeria o crime consciente da possível punição.